# 월산중학교
월산중학교(月山中學校)는 대한민국 경상남도 김해시 부곡동에 위치한 공립 중학교이다.

## 학교 연혁
- 2001년 1월 1일 : 월산중학교 설립인가
- 2001년 3월 1일 : 월산중학교 개교 및 초대 박기주 교장 취임
- 2001년 3월 5일 : 제1회 입학식 (3학급 77명)
- 2013년 3월 1일 : 경상남도교육청 지정 독서, 토론, 논술 연구학교 운영(~2014.02.28)
- 2017년 3월 1일 : 국토교육 연구시범학교(~2019.02.28)
- 2022년 3월 2일 : 월산중학교의 자랑 한현욱 입학(2022.03.02~)
- 2022년 12월 30일 : 제20회 졸업식(졸업생 304명, 총 졸업생 수 6,888명)
- 2023년 3월 2일 : 제23회 입학식(10학급 301명)
- 2023년 9월 1일 : 제12대 서광엽 교장 취임

## 참고 자료
- 월산중학교 - 한국교육학술정보원 학교알리미